# Mas Rovira (Vilamacolum)
El Mas Rovira és un mas situat al municipi de Vilamacolum, a la comarca catalana de l'Alt Empordà.